# Nataler Deutsch
Das Nataler Deutsch ist eine Variante der deutschen Sprache, die in der südafrikanischen Provinz KwaZulu-Natal gesprochen wird.

## Geschichte
Mitte des 19. Jahrhunderts sind Deutsche in Natal besonders aus der Lüneburger Heide eingewandert und haben neben dem Hochdeutschen ihre plattdeutsche Sprache mitgebracht. Der Gebrauch des Plattdeutschen ist in der Sprachgruppe heute aber stark eingeschränkt und nahezu ausschließlich auf einzelne Familien und familieninternen Gebrauch beschränkt. Das Nataler Deutsch in seiner Hauptvariante basiert auf dem Hochdeutschen, allerdings mit niederdeutschen Interferenzen (Vereinfachung des Kasussystems durch Zusammenfall von Akkusativ und Dativ sowie Umschreibung des Genitivs wie in der Umgangssprache).
Die Sprache weist unter anderem folgende typische Charakteristika auf:
1. Besonderheiten in der Phonetik sind vor allem
das gerollte R [ʁ; ɻ],
die Aussprache des S, wie in Teilen Norddeutschlands (nicht "sch"): wir stolpern über spitze Steine,
das runde L [l, ɫ],
die Aussprache der Endsilbe -er als [ə (ä)] anstatt [ər (äa)]
2. das Fehlen des Dativs (meist ersetzt durch den Akkusativ)
3. das Fehlen des Genitivs (meist ersetzt durch Konstruktionen mit sein, wie z. B. mein Pappa sein Auto)

Der Sprachgebrauch hat sich mit den Jahrhunderten (erste Ansiedlungen um 1847 und 1854) den sozialen, kulturellen und sprachlichen Bedingungen angepasst. So ist die Satzkonstruktion heutzutage meist noch deutsch, während der Wortschatz stark mit englischen, afrikaansen und Wörtern des Zulu bereichert ist.
Ein oft zitierter (vielleicht etwas übertriebener) Beispielsatz lautet:
"Das Vieh is übä die Fence gejömpt und hat den Cabbage gedamaged."
[das fi: ɪs ybə di: fɛns gədʒœm(p)t ʊn(d) hat den kæbɪdʒ gədæmɪdʒt]
(Das Vieh ist über den Zaun gesprungen und hat den Kohl beschädigt [= angefressen, sich an dem Kohl zu schaffen gemacht].)

## Einige typische natal-deutsche Wortbeispiele
Abkürzungen: m. = männlich (maskulin), w. = weiblich (feminin), s. = sächlich (neutral), v. = Verb, * = siehe das betreffende Wortbeispiel
anbellen (v.)
(afrikaans "te bel") Anrufen. Ich bell dich an.
Bande (w.)
(afrikaans) Reifen.
Bus (w.) [bœß]
(englisch) Wir fahren mit die Bus nach'e Schule.
Draai [drɛĭ] oder Drehe (w.)
(afrikaans) Kurve.
einbilden (v.)
(englisch "to build in") Einbauen.
jag oder jagen (v.)
(afrikaans "jaag") Sich beeilen, hasten; rasen. Ich jag um die Drehe*, dass die Banden* so jaulen.
meeten [mi:t(ə)n] oder mieten (v.)
(englisch "to meet") Sich treffen. Ich meete dich bei'n Laden.
Roof [ru:f] oder Ruf (m., w., s.)
(englisch) Dach. Die / Dein roof leckt [ist undicht]. - Unser Haus hat einen schlechten roof.
tada (Interjektion)
(englisch "ta-da") (Abschiedsgruß) Tschüss.
teilen (v.)
(englisch "to tile") Fliesen. Wir haben geteilte Badezimmer und eingebildete* Schränke.